# Merluccius albidus
Merluccius albidus is een straalvinnige vissensoort uit de familie van heken (Merlucciidae). De wetenschappelijke naam van de soort is voor het eerst geldig gepubliceerd in 1818 door Mitchill.